# Премія Кнута

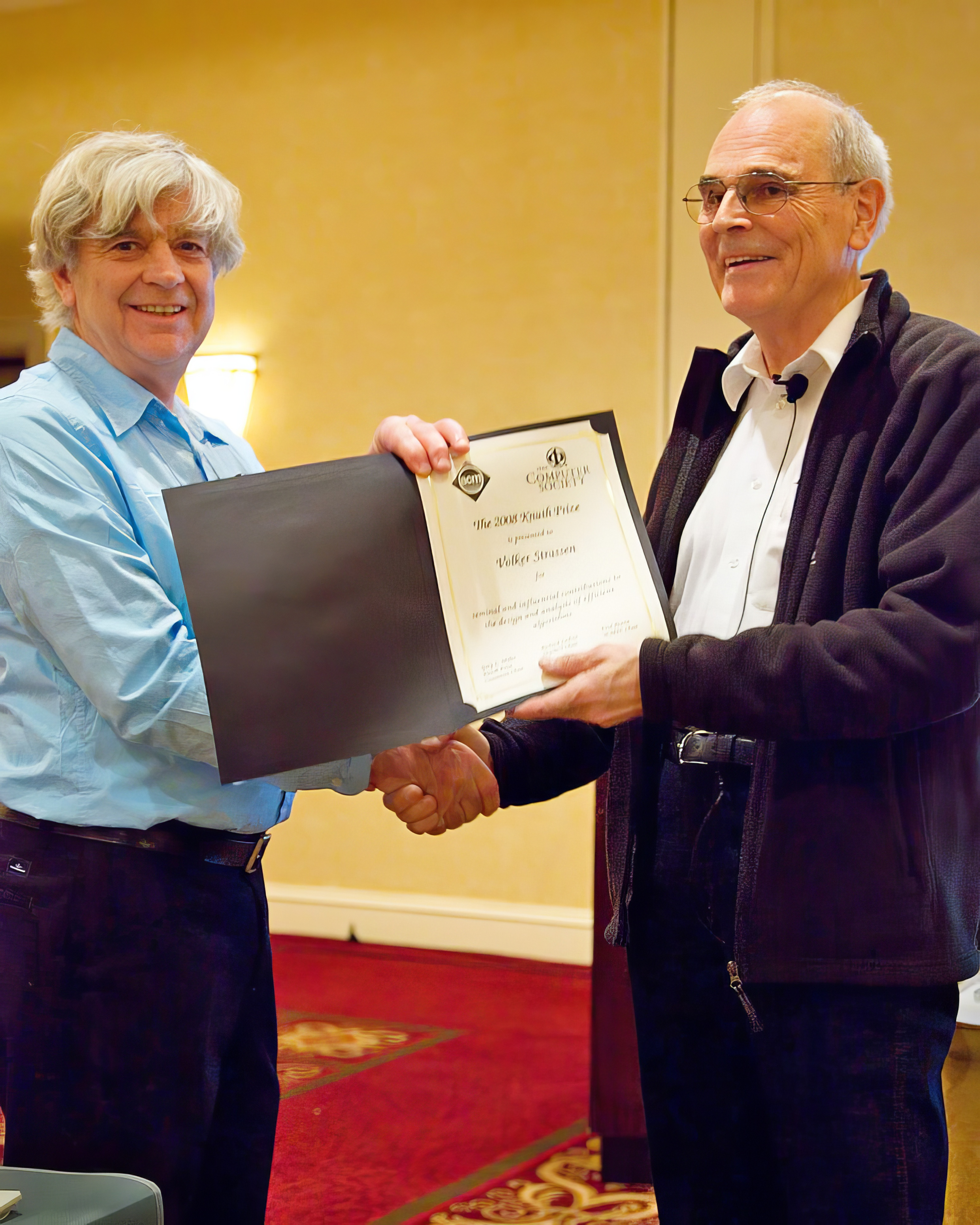
Гері Міллер вручає премію 2008 року Фолькеру Штрассену

Премія Кнута (англ. Donald E. Knuth Prize) — премія, яку присуджують з 1996 року за особливий внесок у розвиток основ інформатики, названа на честь американського математика й автора книжок про теорію обчислювальних систем Дональда Кнута. Премію вручають кожні півтора року і вона супроводжується грошовою винагородою у розмірі 5000 $.
Організаторами премії є організації ACM та IEEE, а точніше групи інтересів ACM SIGACT (Special Interest Group on Algorithms and Computing Theory) і IEEE TCMFC (Technical Committee on the Mathematical Foundations of Computing). Нагородження відбувається по черзі на конференціях STOC (Annual ACM Symposium on Theory of Computing) і FOCS (Annual IEEE Symposium on Foundations of Computer Science), які є одними з найпрестижніших конференцій в області теорії обчислювальних систем. На відміну від Премії Геделя, премія імені Дональда Кнута вручається не за окрему роботу, а за загальний внесок у розвиток основ інформатики.

## Лауреати
- 1996 — Ендрю Яо
- 1997 — Леслі Веліент
- 1999 — Ласло Ловас
- 2000 — Джеффрі Ульман
- 2002 — Хрістос Пападімітріу
- 2003 — Міклош Айтай
- 2005 — Міхаліс Яннакакіс
- 2007 — Ненсі Лінч
- 2008 — Фолькер Штрассен
- 2009 — Девід Джонсон
- 2011 — Равіндран Каннан[1]
- 2012 — Леонід Левін
- 2013 — Ґері Міллер
- 2014 — Річард Ліптон
- 2015 — Ласло Бабай
- 2016 — Ноам Нісан
- 2017 — Одд Голдрейх
- 2018 — Йоган Гостад
- 2019 — Аві Вігдерсон
- 2020 — Синтія Дворк
- 2021 — Моше Варді
- 2022 — Нога Алон
- 2023 — Ева Тардош